# Marcos Pitombo
Marcos Menezes Magalhães Pitombo (Rio de Janeiro, 17 de junho de 1982) é um ator brasileiro.

## Biografia e Carreira
Iniciou a carreira em 1999, como modelo, morando até 2004 na China e realizando trabalhos em toda Ásia.
Em 2004 cursou odontologia pela PUC-Rio por três anos, mas largou para se dedicar exclusivamente à carreira de ator. Em 2005 realizou o curso de atuação na Oficina de Atores da Globo.
Em 2006 faz sua estreia como ator de televisão na décima terceira temporada de Malhação, da TV Globo, interpretando Siri, um rapaz apaixonado por bicicross. Pela boa recepção do público sobre a história do pai adolescente, o personagem ficou até a temporada seguinte, sendo dispensado pela emissora no final de 2007.
Em 2008 assina contrato com a Rede Record para integrar o elenco da segunda temporada da novela Os Mutantes, interpretando o co-protagonista Valente, um rapaz que teve a memória apagada e se torna a chave do mistério do Arquivo Ômega. Em 2009 o ator continuou na terceira e última temporada da trilogia, intitulada Mutantes: Promessas de Amor, no qual teve a missão de proteger os bebês escolhidos para restaurar o equilíbrio universal que foram trazidos do futuro e na verdade são seus pais.
Em 2010 protagonizou a minissérie A História de Ester, interpretando o Rei Assuero. Em 2011 interpretou Lucas na novela Vidas em Jogo. Em 2013 integrou no elenco da novela Pecado Mortal interpretando Ramiro, um aspirante a bandido que tem o sonho de ser um grande mestre do crime. Em 2014 viveu o antagonista Paulão na novela Vitória, personagem neonazista que comete diversos crimes de ódio na trama. Em fevereiro de 2015, seu contrato com a TV Record não é renovado e seu personagem acaba morto algumas semanas antes do fim da novela para cumprir o prazo de dispensa. Pelo personagem foi indicado pela primeira vez ao Prêmio Contigo! de TV como Melhor Ator Coadjuvante.
Em 2015 fez uma participação na novela da TV Globo Babilônia, no papel de um garoto de programa. Em 2016 ganha destaque nacional ao integrar o elenco da novela Haja Coração como Felipe. Em 2018 interpretou o sedutor Rômulo Tibúrcio na novela Orgulho e Paixão.

## Vida pessoal

### Relacionamentos
Entre 2007 e 2008, namorou a atriz Maytê Piragibe.
Em junho de 2023, Pitombo afirmou, por meio de sua assessoria de imprensa, manter um relacionamento com o diretor de marketing Iasser Hamer Kaddourah.
Para o jornal O Globo, o ator disse que assumir a relação homoafetiva trouxe, para ele, uma sensação de alívio. A suspeita do público quanto ao namoro do artista com o diretor de marketing aconteceu quando, em seu aniversario, Marcos repostou uma publicação que recebeu de parabéns, feita pelo namorado.
| “                                                     | Aos 41 anos, passei a me permitir viver pequenas situações do dia a dia como todo mundo faz. E naturalizar o afeto e o amor. (...) Esse momento out acaba sendo idealizado e temido por qualquer pessoa LGBT. No meu caso, foi inesperado, mas ao mesmo tempo foi num ótimo momento. Uma declaração bonita no contexto de felicitação. Estou aliviado, leve e fortalecido. | ” |
| — Marcos Pitombo em entrevista para o jornal O Globo. | |   |

### Expulsão de voo
Em novembro de 2011, enquanto voltava de Manaus para o Rio de Janeiro, durante uma escala em Belo Horizonte, Marcos foi expulso do avião pelos agentes da Polícia Federal, após uma aeromoça notificar que ele se recusou a desligar o celular durante a viagem.
O ator se defendeu, dizendo que estava apenas tranquilizando sua mãe, pelo telefone: "O voo atrasou muito e eu estava tentando tranquilizar minha mãe que me aguardava há duas horas no aeroporto do Rio. Não me recusei a desligar o celular, apenas pedi para terminar a ligação ao ser chamado atenção pela aeromoça".

### Acusação de agressão
Em setembro de 2013, a atriz Valentina Seabra abriu um boletim de ocorrência contra o ator, alegando ter sido agredida por ele com um soco na boca, dentro de uma van que transportava famosos de um camarote após o Rock in Rio V, a atriz realizou um exame de corpo de delito no Instituto Médico Legal.
O ator se defendeu, por meio de sua assessoria de imprensa, informando que não teve a intenção de agredir a colega de profissão:
"Houve uma discussão entre Valentina e uma amiga de Marcos, Daniela. (...) os ânimos foram se exaltando e o amigo de Valentina, Lucas Costamilan, começou a agredir Marcos verbalmente. Marcos tentou agredi-lo e o murro acabou acertando Valentina".

## Filmografia

### Televisão
| Ano  | Título                           | Personagem                           | Notas                      | Ref.   |
| ---- | -------------------------------- | ------------------------------------ | -------------------------- | ------ |
| 2006 | Malhação                         | Roger Roma (Siri)                    | Temporadas 13–14           | [ 4 ]  |
| 2008 | Os Mutantes: Caminhos do Coração | José da Silva Valente (Valente)      |                            | [ 6 ]  |
| 2009 | Mutantes: Promessas de Amor      | José da Silva Valente (Valente)      |                            | [ 6 ]  |
| 2010 | A História de Ester              | Rei Assuero                          |                            | [ 10 ] |
| 2011 | Vidas em Jogo                    | Lucas Vasconcellos                   |                            | [ 12 ] |
| 2013 | Pecado Mortal                    | Ramiro Abdalla Rodrigues             |                            | [ 13 ] |
| 2014 | Vitória                          | Paulo Roberto Lemos Rezende (Paulão) |                            | [ 15 ] |
| 2015 | Babilônia                        | Iuri                                 | Episódio: "12 de junho"    | [ 34 ] |
| 2016 | E Aí... Comeu?                   | Dr. Leopoldo                         | Episódio: "29 de agosto"   | [ 35 ] |
| 2016 | Haja Coração                     | Felipe Miranda Maggione              |                            | [ 20 ] |
| 2018 | Orgulho e Paixão                 | Rômulo Tibúrcio                      |                            | [ 22 ] |
| 2020 | Salve-se Quem Puder              | Bruno Andrade                        |                            | [ 36 ] |
| 2023 | Chuva Negra                      | Zeca                                 |                            |        |
| 2023 | No Corre                         | Ele mesmo                            | Episódio: "Dia da Furtuna" |        |

### Cinema
| Ano  | Título                         | Personagem                | Notas          | Ref.   |
| ---- | ------------------------------ | ------------------------- | -------------- | ------ |
| 2008 | Era Uma Vez...                 | Dudu                      |                | [ 37 ] |
| 2012 | Até que a Sorte Nos Separe     | Tino (jovem)              |                | [ 38 ] |
| 2015 | Veneno                         | Manoel                    | Curta-metragem | [ 39 ] |
| 2018 | A Cabeça de Gumercindo Saraiva | Tenente Rosário Saraiva   |                | [ 40 ] |
| 2018 | Possessões                     | Manoel                    |                |        |
| 2018 | Noite de Almirante             | Daniel                    | Curta-metragem | [ 41 ] |
| 2024 | Os Farofeiros 2                | Marcos Paulo (Marquinhos) |                |        |
| 2024 | Jardim dos Girassóis           | João Pedro                |                |        |

### Vídeos musicais
| Ano  | Canção                | Artista        | Ref.   |
| ---- | --------------------- | -------------- | ------ |
| 2016 | "Puxa Agarra e Chupa" | Ronny e Rangel | [ 42 ] |

## Teatro
| Ano  | Título                                                           | Personagem       | Local                                        | Ref.          |
| ---- | ---------------------------------------------------------------- | ---------------- | -------------------------------------------- | ------------- |
| 2007 | Beijos de Verão                                                  | Narciso          | Teatro Mario Covas, Caraguatatuba            | [ 43 ]        |
| 2008 | Beijos de Verão                                                  | Narciso          | Teatro Municipal Dr. Losso Netto, Piracicaba | [ 44 ]        |
| 2024 | Clarice & Nelson – Um recorte biográfico a partir de entrevistas | Nelson Rodrigues | Teatro Poeira, Botafogo                      | [ 45 ] [ 46 ] |

## Prêmios e indicações
| Ano  | Prêmio                | Categoria               | Indicação   | Resultado | Ref.   |
| ---- | --------------------- | ----------------------- | ----------- | --------- | ------ |
| 2009 | Prêmio Contigo! de TV | Melhor Ator Revelação   | Os Mutantes | Indicado  | [ 47 ] |
| 2015 | Prêmio Contigo! de TV | Melhor Ator Coadjuvante | Vitória     | Indicado  | [ 17 ] |